# Буцнів (зупинний пункт)
Бу́цнів — пасажирський залізничний зупинний пункт Тернопільської дирекції Львівської залізниці на лінії Березовиця-Острів — Ходорів між станціями Березовиця-Острів (1 км) та Денисів-Купчинці (10 км). Розташований у селі Буцнів Тернопільського району Тернопільської області.

## Пасажирське сполучення
Приміське сполучення здійснюється дизель-поїздами сполученням Тернопіль — Підвисоке / Ходорів.